# Ferrières-Haut-Clocher
Ferrières-Haut-Clocher – miejscowość i gmina we Francji, w regionie Normandia, w departamencie Eure.
Według danych na rok 1990 gminę zamieszkiwało 569 osób, a gęstość zaludnienia wynosiła 50 osób/km² (wśród 1421 gmin Górnej Normandii Ferrières-Haut-Clocher plasuje się na 410. miejscu pod względem liczby ludności, natomiast pod względem powierzchni na miejscu 276).